# Пшехлево
Пшехлево (пол. Przechlewo, нім. Prechlau) — село в Польщі, у гміні Пшехлево Члуховського повіту Поморського воєводства.
Населення — 2862 особи (2011).
У 1975-1998 роках село належало до Слупського воєводства.

## Демографія
Демографічна структура станом на 31 березня 2011 року:
|          | Загалом | Допрацездатний вік | Працездатний вік | Постпрацездатний вік |
| -------- | ------- | ------------------ | ---------------- | -------------------- |
| Чоловіки | 1379    | 303                | 956              | 120                  |
| Жінки    | 1483    | 297                | 894              | 292                  |
| Разом    | 2862    | 600                | 1850             | 412                  |